# 1626
| [ Edytuj tabelę ]              | |
| Król Polski                    | - 1587 Zygmunt III Waza 1632 |
| Współksiążęta Andory           | - 1622 Luís Díes de Aux de Armendáriz 1627 - 1610 Ludwik XIII 1643                                                                              |
| Król Anglii i Szkocji          | - 1625 Karol I 1649 |
| Elektor Bawarii                | - 1623 Maksymilian I Bawarski 1651 |
| Elektor Brandenburgii          | - 1619 Jerzy Wilhelm 1640 |
| Sułtan Brunei                  | - 1619 Abdul Jailul Akhbar 1649 - 1625 Muhammad Ali 1660                                                                                        |
| Cesarz Chin                    | - 1620 Tianqi 1627 |
| Król Czech                     | - 1620 Ferdynand II Habsburg 1637 |
| Król Danii                     | - 1588 Chrystian IV 1648 |
| Dalajlama                      | - 1617 Lobsang Gjaco 1682 |
| Cesarz Etiopii                 | - 1606 Susnyjos I 1632 |
| Król Francji                   | - 1610 Ludwik XIII 1643 |
| Król Gruzji                    | - 1614 Tejmuraz I 1632 |
| Król Hiszpanii                 | - 1621 Filip IV 1665 |
| Landgraf Hesji-Kassel          | - 1592 Maurycy Uczony 1627 |
| Stadhouder Holandii            | - 1625 Fryderyk Henryk Orański 1647 |
| Szach Iranu                    | - 1587 Abbas I Wielki 1629 |
| Państwo Wielkich Mogołów       | - 1605 Dżahangir 1627 |
| Król Irlandii                  | - 1625 Karol I Stuart 1649 |
| Cesarz Japonii                 | - 1611 Go-Mizunoo 1629 |
| Kalif                          | - 1623 Murad IV 1640 |
| Patriarcha Konstantynopola     | - 1623 Cyryl Lukaris 1633 |
| Władca Korei                   | - 1623 Injo 1649 |
| Książę Kurlandii i Semigalii   | - 1587 Fryderyk Kettler 1642 |
| Książę Liechtensteinu          | - 1608 Karol I 1627 |
| Książę Monako                  | - 1612 Honoriusz II 1662 |
| Król Nawarry                   | - 1610 Ludwik XIII 1643 |
| Król Norwegii                  | - 1588 Chrystian IV 1648 |
| Sułtan Omanu                   | - 1624 Nasir ibn Murszid 1649 |
| Elektor Palatynatu             | - 1623 Maksymilian I Bawarski 1648 |
| Papież                         | - 1623 Urban VIII 1644 |
| Książę Parmy i Piacenzy        | - 1622 Edward I 1646 |
| Król Portugalii                | - 1621 Filip III 1640 |
| Książę w Prusach               | - 1620 Jerzy Wilhelm 1640 |
| Car Rosji                      | - 1613 Michał I 1645 |
| Cesarz Rzymski (niemiecki)     | - 1619 Ferdynand II Habsburg 1637 |
| Kapitanowie Regenci San Marino | - 1625 Camillo Bonelli Giambattista Fabbri 1626 - 1626 Francesco Giannini Livio Pellicieri 1626 - 1626 Belluzzo Belluzzi Pier Marino Ricci 1627 |
| Elektor Saksonii               | - 1611 Jan Jerzy I Wettyn 1656 |
| Król Szwecji                   | - 1611 Gustaw II Adolf 1632 |
| Król Tajlandii                 | - 1611 Songtham 1628 |
| Sułtan Turków                  | - 1623 Murad IV 1640 |
| Doża Wenecji                   | - 1624 Giovanni Cornaro 1630 |
| Król Węgier                    | - 1619 Ferdynand III 1637 |
| Książęta Wirtembergii          | - 1608 Jan Fryderyk 1628 |

Rok 1626 / MDCXXVI
stulecia: XVI wiek ~
XVII wiek ~
XVIII wiek

lata: 1616 «
1621 «
1622 «
1623 «
1624 «
1625 «
1626
» 1627
» 1628
» 1629
» 1630
» 1631
» 1636

## Wydarzenia w Polsce
- 17 stycznia – wojna polsko-szwedzka: w bitwie pod Walmozją wojska szwedzkie rozbiły wojska litewskie dowodzone przez Jana Stanisława Sapiehę. Było to pierwsze w dziejach zwycięstwo Szwedów nad wojskami Rzeczypospolitej.
- 27 stycznia-10 marca – w Warszawie obradował sejm zwyczajny[1].
- 5 lipca – wojna polsko-szwedzka: Szwedzki dokonali desantu w Piławie, zajmując ją bez oporu wojsk elektora Jerzego Wilhelma. Był to początek wojny o ujście Wisły. Szwedzi zajęli wszystkie miasta (Piława, Braniewo, Elbląg, Starogard, Gdańska Głowa, Malbork, Tczew, Puck, Orneta, Dobre Miasto, Lidzbark) w okolicach ujścia rzeki poza Gdańskiem, który oparł się najazdowi.
- 10 sierpnia – 5 tys. żołnierzy wyruszyło z Warszawy w kierunku Torunia przeciwko wojskom szwedzkim
- 18 sierpnia – wojska polskie dotarły do Torunia, gdzie przeprowadzono koncentrację sił.
- 6 września – wyruszenie 7 tys. żołnierzy polskich z Torunia w kierunku Grudziądza, a następnie do Waćmierza pod Tczewem, gdzie rozłożono obóz
- 22 września-1 października – wojna polsko-szwedzka: wojska polskie przegrały ze szwedzkimi w bitwie pod Gniewem.
- 30 września – wojna polsko-szwedzka: bitwa pod Zelborkiem.
- 29 września – na Jasną Górę dotarła pierwsza udokumentowana piesza pielgrzymka z Gliwic[2].
- 1 października – wojna polsko-szwedzka: zwycięstwem Szwedów zakończyła się bitwa pod Gniewem.
- 9 października – zwycięstwo wojsk polskich nad Tatarami w bitwie pod Białą Cerkwią.
- 10 listopada-29 listopada – w Toruniu rozpoczął obradował sejm nadzwyczajny[1].
- 3 grudnia – wojna polsko-szwedzka: w Inflantach doszło do bitwy pod Kiesią, zakończonej zwycięstwem Szwedów.
- Wydano dekret królewski kładący kres długiemu sporowi między radą miejską Krakowa i pospólstwem.
- Utworzono Królewską Komisję Okrętów.
- Flota polska liczy 10 statków[potrzebny przypis].
- grudzień – bunt chłopów na Żuławie Wiślanej

## Wydarzenia na świecie
- 2 lutego – Karol I Stuart został koronowany na króla Anglii.
- 25 kwietnia – wojna trzydziestoletnia: w bitwie pod Dessau armia cesarska pokonała wojska protestanckie hrabiego Mansfelda.
- 4 maja – holenderski żeglarz i zdobywca Peter Minuit wylądował na wyspie Manhattan.
- 21 maja – wojna chłopska w Austrii: zwycięstwo chłopów w bitwie pod Peuerbach.
- 24 maja – holenderski osadnik, Peter Minuit, kupił od plemienia Algonkinów wyspę Manhattan, gdzie zostało wybudowane miasteczko Nowy Amsterdam. Dziś w tym miejscu wznosi się Nowy Jork.
- 3 czerwca – wmurowano kamień węgielny pod budowę kompleksu barokowych obiektów sakralnych Loreta na Hradczanach w Pradze.
- 20 czerwca – w japońskim Nagasaki spalono na stosie 9 jezuitów.
- 27 sierpnia – wojna trzydziestoletnia: bitwa pod Lutter am Barenberge.
- 20 września – wojna chłopska w Austrii: bitwa pod Pranem.
- 18 listopada – papież Urban VIII konsekrował nową bazylikę św. Piotra w Watykanie.
- 8 grudnia – Ferdynand III Habsburg został koronowany na króla Węgier.
- Wprowadzenie zakazu pojedynków we Francji.
- Wojska saksońsko-duńskie pod wodzą hr. Ernesta Mansfelda w dniu odpustu na święto Wniebowzięcia NMP zaatakowali Gliwice. Wtedy również nastąpiła cudowna obrona Gliwic przez niewielką załogę cesarską, dowodzoną przez Adama Czornberga.

## Urodzili się
- 5 lutego – Markiza de Sévigné, francuska arystokratka (zm. 1696)
- 23 czerwca – Karl Franz Neander von Petersheide, niemiecki duchowny katolicki, biskup pomocniczy wrocławski (zm. 1693)
- 22 września – Johann Ernst Schmieden, niemiecki bibliotekarz, burmistrz Gdańska (zm. 1707)
- 4 października – Richard Cromwell, późniejszy protektor Anglii, Szkocji i Irlandii (zm. 1712)
- 18 grudnia – Krystyna Aleksandra Waza, królowa Szwecji (zm. 1689)

## Zmarli
- 9 kwietnia – Francis Bacon, angielski filozof (ur. 1561)
- 7 czerwca – Anna od św. Bartłomieja, hiszpańska karmelitanka, błogosławiona katolicka (ur. 1550)
- 2 września – Antoni Franco, błogosławiony katolicki (ur. 1585)
- 25 września – Théophile de Viau, francuski poeta i dramaturg (ur. 1590)
- 29 października – Ferdynand I Gonzaga, książę Mantui i Montferratu (ur. 1587)
- 30 października – Willebrord Snell, holenderski astronom i matematyk (ur. 1580)
- 31 grudnia – Apollonia Radermecher, niemiecka zakonnica, założycielka elżbietanki (ur. 1571)
- data dzienna nieznana: 
  - Jan Naisen, japoński męczennik, błogosławiony katolicki (ur. ?)
  - Monika Naisen, japońska męczennica, błogosławiona katolicka (ur. ?)
  - Jan Chrzciciel Zola, włoski jezuita, misjonarz, męczennik, błogosławiony katolicki (ur. 1575)

## Święta ruchome
- Tłusty czwartek: 19 lutego
- Ostatki: 24 lutego
- Popielec: 25 lutego
- Niedziela Palmowa: 5 kwietnia
- Wielki Czwartek: 9 kwietnia
- Wielki Piątek: 10 kwietnia
- Wielka Sobota: 11 kwietnia
- Wielkanoc: 12 kwietnia
- Poniedziałek Wielkanocny: 13 kwietnia
- Wniebowstąpienie Pańskie: 21 maja
- Zesłanie Ducha Świętego: 31 maja
- Boże Ciało: 11 czerwca